# سایان میان کوهستانی استپ
بوم‌ناحیه استپی بین کوهستانی سایان (شناسه ووف: پی آ ۰۸۱۵) که گاهی به عنوان «جزیره استپی» شناخته می‌شود، گستره‌ای از علفزارها و درختچه‌ها است که توسط جنگل‌های کوهستانی در جمهوری تیوا در جنوب سیبری مرکزی، روسیه احاطه شده است. کوه‌های آلتای در غرب، کوه‌های سایان در شمال و کوه‌های تانو-اولا در جنوب قرار دارند. این منطقه اکولوژیکی در زیست‌بوم علفزارها، ساواناها و درختچه‌زارهای معتدل و قلمرو پالئارکتیک با آب و هوای قاره‌ای مرطوب قرار دارد. در بیشتر طول خود، مسیر رودخانه ینی‌سئی علیا را دنبال می‌کند. این منطقه ۳۳٬۹۲۸ کیلومتر مربع (۱۳٬۱۰۰ مایل مربع) پوشش می‌دهد. .

## مکان و توضیحات
این منطقه اکولوژیکی بیش از ۵۰۰ کیلومتر در سراسر زمین مسطح شمال حوضه دریاچه اووس، عمدتاً از وسط جمهوری تیوا، در شمال مرز بین روسیه و مغولستان امتداد دارد. این زمین دشت‌های پست نسبتاً مسطح است که با پوشش گیاهی استپی، خاک‌های نیمه‌خشک و رودخانه‌های فصلی مشخص می‌شود. شرایط اقلیمی و توپوگرافی منطقه، زیستگاه مناسبی برای گونه‌های مقاوم به خشکی و نوسانات دمایی فراهم کرده و نقش مهمی در تعادل اکولوژیکی جنوب سیبری ایفا می‌کند. این منطقه توسط منطقه اکولوژیکی جنگل‌های مخروطی کوهستانی سایان احاطه شده است. این جنگل‌ها با درختانی مانند کاج، صنوبر و نراد پوشیده شده‌اند و نقش مهمی در تنظیم رطوبت، حفظ خاک و ایجاد زیستگاه برای گونه‌های جانوری دارند. مرز طبیعی میان استپ و جنگل، تنوع زیستی قابل‌توجهی را در این ناحیه ایجاد کرده است.

## آب و هوا
این منطقه دارای آب و هوای نیمه قطبی (طبقه‌بندی کوپن دی اف سی) است. این آب و هوا با تغییرات زیاد دما، چه روزانه و چه فصلی، مشخص می‌شود؛ با زمستان‌های طولانی و سرد و تابستان‌های کوتاه و خنک که تنها سه ماه آن به‌طور متوسط بیش از ۱۰ درجه سلسیوس (۵۰ درجه فارنهایت) است. . بارندگی کافی وجود دارد (به‌طور متوسط تا ۱۵۰ درجه فارنهایت) میلی‌متر در سال) برای پشتیبانی از علف‌ها، جگن‌ها و برخی درختچه‌ها. میانگین دما در مرکز منطقه اکولوژیکی −۲۷٫۵ درجه سلسیوس (−۱۷٫۵ درجه فارنهایت) در ژانویه، و ۱۷٫۵ درجه سلسیوس (۶۳٫۵ درجه فارنهایت) در ماه جولای است. این نوسان شدید دمایی نشان‌دهنده اقلیم قاره‌ای منطقه است که با زمستان‌های بسیار سرد و تابستان‌های گرم و خشک مشخص می‌شود. چنین شرایطی تأثیر مستقیمی بر نوع پوشش گیاهی، چرخه‌های زیستی جانوران، و الگوهای مهاجرتی دارد و موجب شکل‌گیری اکوسیستم‌هایی منحصربه‌فرد و مقاوم در برابر تغییرات فصلی می‌گردد.

## گیاهان و جانوران
این منطقه اکولوژیکی شامل هر دو نوع استپ‌های «واقعی» و «خشک» است که نشان‌دهنده رطوبت نسبتاً کم و گونه‌های باریک برگ گیاهان است. استپ‌های واقعی معمولاً دارای پوشش گیاهی متراکم‌تری هستند، در حالی که استپ‌های خشک با خاک‌های سبک‌تر و گیاهان مقاوم‌تری مانند گندمیان و درمنه مشخص می‌شوند که توانایی تحمل خشکی و دمای بالا را دارند. در مناطق خشک‌تر، جگن‌ها و بوته‌زارها غالب هستند. این منطقه تحت تأثیر جوامع تایگای شمالی در شمال و مناطق خشک مغولستان در جنوب قرار دارد. این منطقه برای مدت طولانی به‌طور متوسط توسط گوسفندان چرا شده است. خاک‌ها عموماً شاه بلوطی یا شنی هستند و گونه‌های غالب گیاهان استپی (سرده) کریلووی (علف پر)، پنجه‌برگ (سرده) آکالیس (گیاه پنج برگ)، علف‌بره (فسکوی گوسفندی) و علف جگن دشتی (درمنه حاشیه‌دار) هستند.

## محافظت‌ها
بخش‌هایی از دو منطقه حفاظت‌شده مهم در منطقه اکولوژیکی استپ بین‌کوهی سایان وجود دارد:
- ذخیره‌گاه طبیعی سایانو-شوشنسکی، که بخش کوچکی از آن به شمال غربی منطقه اکولوژیکی استپی بین‌کوهی سایان می‌رسد.
- حوضه دریاچه اووس، یک ذخیره‌گاه زیست‌کره با بخش‌های حفاظت‌شده که تا جمهوری تیوا امتداد دارد.